# Bataille de Curalaba
Guerre d'Arauco
La bataille de Curalaba (également connue sous le nom de désastre de Curalaba ou victoire de Curalaba) fut un affrontement militaire majeur entre les forces espagnoles et les Mapuches qui se produisit le 23 décembre 1598. Elle est considérée comme l'une des principales actions militaires de la guerre d'Arauco. À l'issue de la bataille, la colonne espagnole commandée par le gouverneur royal du Chili, Martín Óñez de Loyola est anéantie par les toquis Mapuches menés notamment par Pelantaro. 
Cette défaite militaire conjuguée à la mort du gouverneur espagnol permet une offensive mapuche sur les colonies espagnoles situées entre le fleuve Bio Bio et le canal de Chacao à l'issue de laquelle sept d'entre elles sont détruites. Sur le plan général, cette bataille met fin à la stratégie espagnole de conquête totale de la région de l'Araucanie, ouvrant la voie à des périodes de guerre défensive contre les incursions mapuches. L'importance de ce combat réside plus dans son effet démoralisant sur les forces espagnoles plutôt que dans la proportion des pertes humaines ou matérielles.

## Contexte

### Pelantaro, Anganamón, Huaiquimilla et Paillamapu
Selon les chroniqueurs, la tension entre les Mapuches et les Espagnols à la fin du XVIe siècle fut renforcée par l'établissement de nouvelles colonies, récemment construites par le gouverneur Martín García Óñez de Loyola, sur le territoire mapuche. Également, le traitement des indigènes, les "réquisitions volontaires" à des fins d'orpaillage et la pratique de l'esclavage par les européens alimenta le mécontentement des Mapuches. Dans ce contexte, plusieurs groupes mapuches désignèrent Paillamapu comme toqui général dans l'optique d'une attaque contre les positions espagnoles. Les toquis des villes de Purén et de Pellahuén, nommés Pelantaro, Anganamón et Huaiquimilla, rejoignirent les forces de Paillamapu.

### Actions menées par Martín García Óñez de Loyola
En 1597, le gouverneur García Óñez de Loyola ordonna la construction d'un fort à Lumaco. Durant l'hiver, Loyola ordonna au capitaine Andrés Valiente et à un petit groupe de soldats de défendre à tout prix le fort nouvellement construit jusqu'au printemps. Au cours de l'hiver de l'année suivante, les Mapuches, sous le commandement de Paillamapu, détruisent le fort et s'emparent de pièces d'artillerie, d'arquebuses et d'autres matériels espagnols.
À la mi-décembre 1598, le gouverneur García Óñez de Loyola se trouvait dans la ville de La Imperial. Il venait visiter les colonies les plus méridionales du territoire espagnol, Valdivia, Osorno et Villarrica, en essayant notamment de recruter des soldats pour la campagne qui devait être menée prochainement contre les Mapuches insoumis.
Loyola reçu un message du capitaine Hernando Vallejo, chef de la ville d'Angol, demandant une aide urgente, pressentant une attaque mapuche contre ses positions à tout moment. Les toquis de Purén étaient entrés en révolte. Deux éclaireurs espagnols, qui s'étaient éloignés du fort de Longotoro, avaient été tués. Également, de forts signes de concentration de guerriers mapuches parvenaient aux troupes impériales. Le 21 décembre, le gouverneur Loyola prit la tête d'une colonne destinée à secourir les troupes de Vallejo.

## La bataille

### L'avancée d'Óñez de Loyola

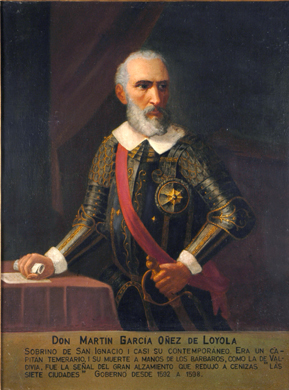
Martín García Oñez de Loyola.

Óñez de Loyola entreprit, accompagné de 50 soldats et de 300 Indiens auxiliaires, le voyage entre les villes de La Imperial et Angol, dans une zone habituellement disputée entre les forces mapuches et espagnoles. La route oblige sa colonne à pénétrer dans les marais de Lumaco et Tucapel, lieux de refuge habituel pour les Mapuche sur le pied de guerre. Óñez, confiant dans la supériorité de ses forces, pénètre ainsi en territoire hostile.
Dans la nuit du 21 décembre, la colonne campe au lieu-dit Paillachaca, à une lieue de La Imperial. Le lendemain, la colonne avance de 9 lieues (48,6 km) sans incident. Elle établit son campement au lieu-dit baptisé Curalaba, proche de la rivière Lumaco, cerclé de collines escarpées et à côté de la route royale. En face se trouvaient les ruines du fort Lumaco, construit en 1597 et détruit par les Mapuches au début de l'hiver 1598.

### L'attaque surprise
La confiance des troupes espagnoles conduisit à des erreurs de stratégie élémentaire. Bien qu'en territoire hostile, ils laissèrent paître leurs montures et campèrent sans envoyer d'éclaireurs aux alentours. Des quarts de surveillance furent établis mais, en raison du relâchement de la discipline militaire qui prévalait dans les troupes espagnoles, ces ordres ne furent, peut-être, pas pleinement respectés.
Les toquis Paillamapu et Pelantaro avaient concentré leurs forces à proximité immédiate. Ils rassemblèrent une avant-garde composée d'environ 300 Mapuches, qui se divisa en trois groupes. Ils se réservèrent le commandement de l'un d'eux et confièrent les deux autres aux toquis Anganamón et Huaquimilla.
Après une progression nocturne furtive, l'attaque se déclenche aux premières lueurs du jour du 23 décembre et surprend les forces espagnoles. De nombreux soldats castillans, paniqués, tentent de fuir et tombent dans un ravin voisin. Seul un arquebusier réussit à tirer avant d'être tué par un gourdin. Óñez de Loyola s'empare de son bouclier et de son épée sans pour autant parvenir à revêtir son armure. Il engage le combat contre Anganamón et, ce-dernier, parvient à l'atteindre d'un coup de lance, ce qui cause son décès.
La colonne espagnole est presque entièrement détruite. Le gouverneur périt, ainsi que plusieurs commandants de colonies alentours comme le corrégidor d'Angol, le capitaine Juan Guirao. Des frères franciscains périrent également. De nombreux auxiliaires indiens trouvèrent également la mort dans la bataille. Selon la tradition, seuls deux Espagnols survécurent, l'ecclésiastique Bartolomé Pérez et le soldat Bernardo de Pereda. Le premier fut échangé par les indigènes deux ans plus tard tandis que le second, laissé pour mort sur le champ de bataille, survécu aux 23 blessures qu'il avait reçu pendant la bataille.
Pelantaro récupéra le crâne d'Óñez de Loyola qui rejoignit la collection de trophées de guerre du toqui mapuche, collection où se trouvait déjà le crâne de Pedro de Valdivia.

### Après la bataille
Plusieurs auteurs espagnols contemporains, tels que le capitaine Fernando Álvarez de Toledo, auteur du poème épique Purén indómito, et le chroniqueur Diego de Rosales firent référence à des présages inquiétants apparus dans le ciel du Chili, soi-disant vues, le 21 décembre, le jour de Santo Tomás, lorsque Óñez de Loyola, partit de La Imperial. Des nuages seraient ainsi apparus dans le ciel et se seraient étrangement séparés, révélant des combattants, des oiseaux énigmatiques et d'autres personnages. Ces présages concordent étrangement avec la mythologie mapuche qui interprètent la forme et le mouvement des nuages en leur donnant une signification symbolique associée à la guerre. Il est donc possible que ces présages perçus par les chroniqueurs espagnols soient influencés par les traditions mapuches.

## Conséquences

### Destruction des colonies espagnoles
La bataille de Curalaba marque le début de la rébellion mapuche de 1598, ce qui a finalement aboutit à la destruction de toutes les colonies espagnoles au sud de la rivière Biobío, à l'exception notable de Castro, qui parvint à se maintenir grâce à la condition insulaire de Chiloé. En 1599, les villes de Santa Cruz de Coya, Santa María la Blanca de Valdivia et San Andrés de Los Infantes furent détruites. La Imperial fut rasée en 1600. Puis ce fut le tour de Santa María Magdalena de Villa Rica en 1602, San Mateo de Osorno en 1603, et San Felipe de Arauco en 1604. Les dirigeants espagnols cessent les tentatives de conquête de la région d'Araucanie menées durant toute la seconde moitié du XVIe siècle. Les territoires espagnols au Chili sont divisés en 2 parties avec :
- au nord, le territoire gouverné par la capitainerie générale du Chili, qui aura sa frontière établit de facto sur la rivière Biobío.
- au sud, le territoire de Chiloé avec pour frontière la côte continentale du canal de Chacao.

D'autre part, la Couronne espagnole, engage de forte dépenses pour maintenir ses positions au Chili. Elle institue également en 1600 le Real Situado, ou Situado, qui réserve et dirige une part des ressources générées par le Pérou vers le Chili afin de soutenir l'effort de guerre.

### Présence espagnole dans la région d'Arauco (entre le Biobio et Valdivia)
La défaite militaire amena le roi Philippe III à envoyer, à partir de 1599, un officier vétéran des campagnes européennes pour mener la guerre d'Arauco en la personne d'Alonso de Ribera. Celui-ci dessinera les bases de la stratégie militaire sur la frontière de facto mapuche, basée sur la professionnalisation d'une armée permanente et la consolidation d'une frontière défendable.

### Présence espagnole entre Valdivia et leSeno de Reloncaví
Concernant le territoire sud perdu (entre Valdivia et Chiloé), celui-ci resta officiellement sous la juridiction du Gouvernorat de Valdivia mais, de facto, échappa totalement au pouvoir de la couronne espagnole. Les habitants de Chiloé parvinrent cependant à établir des forts le long de la côte continentale au cours du XVIIe siècle.

## Postérité
Depuis 2018, les communautés autochtones mapuches de la commune de Lumaco, en collaboration avec la municipalité locale, donnent vie à une mise en scène théâtrale, où des évènements marquants de la bataille sont rejoués.